# 東里弗代爾 (馬里蘭州)
東里弗代爾（英語：East Riverdale）是位於美國馬里蘭州佐治王子縣的一個普查規定居民點。

## 人口
根據2020年美國人口普查的數據，東里弗代爾的面積為4.18平方千米，當中陸地面積為4.18平方千米，而水域面積為0.00平方千米。當地共有人口18459人，而人口密度為每平方千米4,416.03人。